# Dominique Rault
Pour les articles homonymes, voir Rault.
Dominique Rault, né le 2 juin 1971 à Saint-Brieuc, est un coureur cycliste français, professionnel de 1997 à 2001.

## Biographie

### Enfance et origines
Dominique Rault est originaire de Plédéliac, dans les Côtes-d'Armor, où ses parents sont agriculteurs, et passe professionnel en 1997, à l'âge de 25 ans, au sein de l'équipe Mutuelle de Seine-et-Marne. 

### Carrière professionnelle
De profil grimpeur, au gabarit plutôt léger et manquant de puissance, il tarde à obtenir de bons résultats. Il est sélectionné pour disputer le Tour de France 1997, qu'il achève à la 83e place ; il peut toutefois se targuer d'être un de deux seuls coureurs de son équipe à avoir achevé la course. Quelques semaines plus tard, il remporte sa première victoire professionnelle, au Bol d'Air Creusois . 
Après deux saisons (1997 et 1998) au sein de l'équipe l'équipe Mutuelle de Seine-et-Marne, il est recruté par l'équipe BigMat-Auber 93, où il évolue pendant trois ans (de 1999 à 2001). Il dispute le Tour de France 1999, qu'il termine également. 

### Reconversion
Non conservé en 2001 par l'équipe BigMat-Auber 93, il évolue durant plusieurs années dans les rangs amateurs, avant de définitivement mettre fin à sa carrière cycliste. Il travaille depuis comme agent technique communal pour la mairie de Plédéliac.

## Palmarès
| - 1993 - 2e du Triomphe breton - 1995 - 3e étape de l'Essor breton - Prologue du Tour de la Vallée d'Aoste (contre-la-montre par équipes) - 3e du Tour du Finistère - 1996 - 2e du Circuit du Morbihan - 2e du Tour du Finistère - 3e de la Route bretonne - 3e du Triomphe breton - 1997 - Bol d'Air creusois - 1998 - 3e de À travers le Morbihan - 2000 - 2e du Tour du Doubs - 2002 - Champion de Bretagne sur route - 2e de la Route bretonne - 2e du Circuit des Deux Provinces - 3e du Grand Prix Gilbert-Bousquet - 3e du Prix d'Armorique | - 2003 - 2e étape du Critérium des Espoirs - 3e étape du Tour des Pyrénées - 2e de la Ronde mayennaise - 3e du Circuit de la Nive - 3e du Prix des Coteaux d'Aix - 3e du Critérium des Espoirs - 2004 - Circuit du Morbihan - 2e du Critérium des Espoirs - 2e du Grand Prix de Fougères |  |

## Résultats sur les grands tours

### Tour de France
2 participations
- 1997 : 83e
- 1999 : 90e